# Neoclytus provoanus
Neoclytus provoanus es una especie de escarabajo longicornio del género Neoclytus, tribu Clytini, subfamilia Cerambycinae. Fue descrita científicamente por Casey en 1924.

## Descripción
Mide 9-15 milímetros de longitud.

## Distribución
Se distribuye por Canadá y Estados Unidos.